# Typhlops lumbricalis
Typhlops lumbricalis är en ormart som beskrevs av Carl von Linné 1758. Typhlops lumbricalis ingår i släktet Typhlops och familjen maskormar. Inga underarter finns listade i Catalogue of Life.
Denna orm förekommer på flera öar i Bahamas. Honor lägger ägg.